# 139e méridien ouest
En géographie, le 139e méridien ouest est le méridien joignant les points de la surface de la Terre dont la longitude est égale à 139° ouest.

## Géographie

### Dimensions
Comme tous les autres méridiens, la longueur du 139e méridien correspond à une demi-circonférence terrestre, soit 20 003,932 km. Au niveau de l'équateur, il est distant du méridien de Greenwich de 15 473 km,.
Avec le 41e méridien est, il forme un grand cercle passant par les pôles géographiques terrestres.

### Régions traversées
En commençant par le pôle Nord et descendant vers le sud au pôle Sud, Le 139e méridien ouest passe par:
| Coordonnées           | Pays, territoire ou mer | Notes |
| --------------------- | ----------------------- | --- |
| 90° 00′ N, 139° 00′ O | Océan Arctique          | |
| 73° 57′ N, 139° 00′ O | Mer de Beaufort         | |
| 69° 38′ N, 139° 00′ O | Canada                  | Yukon — Île Herschel |
| 69° 34′ N, 139° 00′ O | Mer de Beaufort         | Baie Mackenzie |
| 69° 26′ N, 139° 00′ O | Canada                  | Yukon Colombie-Britannique — sur environ 2 km à partir de 60° 00′ N, 139° 00′ O |
| 59° 59′ N, 139° 00′ O | États-Unis              | Alaska |
| 59° 16′ N, 139° 00′ O | Océan Pacifique         | Passe juste à l'ouest de l'île de Fatu Huku, Polynésie française (à 9° 26′ S, 138° 56′ O) |
| 9° 42′ S, 139° 00′ O  | Polynésie française     | Hiva Oa |
| 9° 49′ S, 139° 00′ O  | Océan Pacifique         | Passe juste à l'est de l'île de Tahuata, Polynésie française (à 9° 56′ S, 139° 02′ O) Passe juste à l'ouest de l'île de Moho Tani, Polynésie française (à 9° 58′ S, 138° 51′ O) Passe juste à l'ouest de l'atoll de Puka-Puka, Polynésie française (à 14° 48′ S, 138° 51′ O) Passe juste à l'est de l'atoll de Akiaki, Polynésie française (à 18° 34′ S, 138° 51′ O) Passe juste à l'ouest de l'atoll de Vahitahi, Polynésie française (à 18° 47′ S, 138° 52′ O) Passe juste à l'ouest de l'île de Nukutavake, Polynésie française (à 19° 17′ S, 138° 49′ O) Passe juste à l'est de l'atoll de Vairaatea, Polynésie française (à 19° 20′ S, 139° 11′ O) Passe juste à l'est de l'atoll de Vanavana, Polynésie française (à 20° 46′ S, 139° 07′ O) |
| 21° 51′ S, 139° 00′ O | Polynésie française     | Mururoa |
| 21° 53′ S, 139° 00′ O | Océan Pacifique         | Passe juste à l'ouest de l'atoll de Fangataufa, Polynésie française (à 22° 13′ S, 138° 48′ O) |
| 60° 00′ S, 139° 00′ O | Océan Austral           | |
| 75° 12′ S, 139° 00′ O | Antarctique             | Liste des territoires non revendiqués |